# Bóng đá tại Thế vận hội Mùa hè 2012 – Vòng loại Nam khu vực châu Á (Vòng 1)
Vòng thứ nhất của vòng loại môn bóng đá nam tại Thế vận hội Mùa hè 2012 khu vực châu Á diễn ra từ ngày 23 tháng 2 đến ngày 21 tháng 3 năm 2011. 

## Thể thức
Tổng cộng 22 đội tuyển được bốc thăm chia thành 11 cặp đấu, mỗi cặp thi đấu theo thể thức loại trực tiếp hai lượt trận trên sân nhà và sân khách. 11 đội chiến thắng sẽ giành quyền vào vòng 2 cùng với 13 đội xếp hạng cao hơn được miễn thi đấu ở vòng loại này.

## Bốc thăm
Lễ bốc thăm cho vòng loại thứ nhất được tổ chức vào ngày 20 tháng 10 năm 2010 tại trụ sở AFC ở Kuala Lumpur, Malaysia.
Trong số 22 đội tuyển tham dự vòng đầu tiên, 11 đội đã được chọn làm hạt giống trên cơ sở thứ hạng tại vòng loại khu vực và vòng chung kết của giải bóng đá nam Thế vận hội Mùa hè 2008 (thứ hạng tổng thể của các đội tuyển được hiển thị trong ngoặc đơn).
Lưu ý: Các đội tuyển in đậm giành quyền lọt vào vòng 2.
| Nhóm hạt giống | Nhóm không hạt giống |
| --- | --- |
| - Kuwait (14) - Thái Lan (15) - Oman (16) - UAE (17) - Iran (18) - Malaysia (19) - Indonesia (20) - Yemen (21) - Hồng Kông (22) - Jordan (23) - Ấn Độ (24) | - Pakistan (25) - Myanmar (26) - Maldives (27) - Palestine (28) - Singapore (29) - Bangladesh (30) - Turkmenistan (31) - Tajikistan (32) - Đài Bắc Trung Hoa (33) - Kyrgyzstan (34) - Sri Lanka (35) |

## Tóm tắt
Các đội thắng tiến vào vòng loại thứ hai.
| Đội 1     | TTS  | Đội 2             | Lượt đi | Lượt về |
| --------- | ---- | ----------------- | ------- | ------- |
| Thái Lan  | 0–4  | Palestine         | 0–3     | 0–1     |
| Jordan    | 3–0  | Đài Bắc Trung Hoa | 1–0     | 2–0     |
| Yemen     | 3–0  | Singapore         | 2–0     | 1–0     |
| Kuwait    | 5–0  | Bangladesh        | 2–0     | 3–0     |
| Malaysia  | 2–0  | Pakistan          | 2–0     | 0–0     |
| UAE       | 10–1 | Sri Lanka         | 7–1     | 3–0     |
| Ấn Độ     | 3–2  | Myanmar           | 2–1     | 1–1     |
| Oman      | 7–2  | Tajikistan        | 4–1     | 3–1     |
| Indonesia | 1–4  | Turkmenistan      | 1–3     | 0–1     |
| Iran      | 1–0  | Kyrgyzstan        | 1–0     | 0–0     |
| Hồng Kông | 7–0  | Maldives          | 4–0     | 3–0     |

## Các trận đấu

### Lượt đi
| Thái Lan  | 0–3 (xử thua) | Palestine |
| --------- | ------------- | --------- |
| Narat 43' | Chi tiết      |           |

| Jordan          | 1–0      | Đài Bắc Trung Hoa |
| --------------- | -------- | ----------------- |
| Bani Attiah 83' | Chi tiết |                   |

| Kuwait                    | 2–0      | Bangladesh |
| ------------------------- | -------- | ---------- |
| Ali 43' · Al-Shaqqath 47' | Chi tiết |            |

| Malaysia                      | 2–0      | Pakistan |
| ----------------------------- | -------- | -------- |
| Zaharulnizam 4' · Irfan 45+4' | Chi tiết |          |

| Ấn Độ                            | 2–1      | Myanmar           |
| -------------------------------- | -------- | ----------------- |
| Lalpekhlua 24' · Malsawmfela 40' | Chi tiết | Mai Aih Naing 33' |

| Oman                                                     | 4–1      | Tajikistan               |
| -------------------------------------------------------- | -------- | ------------------------ |
| Eid Mohammed 19', 65' · Al Jalaboubi 35' · Al-Naaimi 47' | Chi tiết | Shohzukhurov 13' (ph.đ.) |

| Indonesia | 1–3      | Turkmenistan                               |
| --------- | -------- | ------------------------------------------ |
| Bonai 14' | Chi tiết | Amanow 17' · Boliyan 80' · Orazsähedow 86' |

| Iran        | 1–0      | Kyrgyzstan |
| ----------- | -------- | ---------- |
| Rahmani 33' | Chi tiết |            |

| Hồng Kông                                         | 4–0      | Maldives |
| ------------------------------------------------- | -------- | -------- |
| To Hon To 1', 86' · Yuen Tsun Nam 64' · J. Ha 83' | Chi tiết |          |

| UAE                                                                                       | 7–1      | Sri Lanka   |
| ----------------------------------------------------------------------------------------- | -------- | ----------- |
| A. Khalil 7', 54' · R. Essa 15', 22' · Al Kamali 38' (ph.đ.) · Ali 63' · Ali Mabkhout 66' | Chi tiết | Mohamed 61' |

| Yemen                         | 2–0      | Singapore |
| ----------------------------- | -------- | --------- |
| Al-Haghri 38' · Al Anbari 50' | Chi tiết |           |

### Lượt về
| Palestine | 1–0 (s.h.p.) | Thái Lan |
| --- | ------------ | --- |
| Abu Habib 45' | Chi tiết     | |
| Loạt sút luân lưu |              | |
| (có thể không theo thứ tự đúng) · Nadim Baragtha · Hisham Ali · Khaled Salem · Muath Abdallah · Ahmed Miari · Amjad Al Fawaghra · Fayez Isaili | 5–6          | (có thể không theo thứ tự đúng) · Seeket Madputeh · Chalermsuk Kaewsuktae · Kroekrit Thaweekarn · Phuritad Jarikanon · Pokklaw Anan · Weerawut Kayem · Attapong Nooprom |

Tổng tỷ số là 1–1. Thái Lan thắng sau loạt sút luân lưu, nhưng Palestine sẽ thay thế họ ở vòng hai.
| Bangladesh | 0–3      | Kuwait                                |
| ---------- | -------- | ------------------------------------- |
|            | Chi tiết | Al Ansari 2' · Al Sulaiman 45+1', 89' |

Kuwait thắng với tổng tỷ số 5–0.
| Đài Bắc Trung Hoa | 0–2      | Jordan                         |
| ----------------- | -------- | ------------------------------ |
|                   | Chi tiết | Za'tara 28' · Al-Rawashdeh 89' |

Jordan thắng với tổng tỷ số 3–0.
| Maldives | 0–3      | Hồng Kông                          |
| -------- | -------- | ---------------------------------- |
|          | Chi tiết | Lam Hok Hei 19', 45+1' · J. Ha 23' |

Hồng Kông thắng với tổng tỷ số 7–0.
| Kyrgyzstan | 0–0      | Iran |
| ---------- | -------- | ---- |
|            | Chi tiết |      |

Iran thắng với tổng tỷ số 1–0.
| Turkmenistan | 1–0      | Indonesia |
| ------------ | -------- | --------- |
| Mingazov 25' | Chi tiết |           |

Turkmenistan thắng với tổng tỉ số 4–1.
| Tajikistan      | 1–3      | Oman                                        |
| --------------- | -------- | ------------------------------------------- |
| Tukhtasunov 42' | Chi tiết | Al-Hadhri 49', 73' (ph.đ.) · Al-Jaljobi 52' |

Oman thắng với tổng tỷ số 7–2.
| Myanmar        | 1–1      | Ấn Độ       |
| -------------- | -------- | ----------- |
| Kyaw Ko Ko 64' | Chi tiết | Sabeeth 90' |

Ấn Độ thắng với tổng tỷ số 3–2.
| Pakistan | 0–0      | Malaysia |
| -------- | -------- | -------- |
|          | Chi tiết |          |

Malaysia thắng với tổng tỷ số 2–0.
| Sri Lanka | 0–3      | UAE                              |
| --------- | -------- | -------------------------------- |
|           | Chi tiết | R. Essa 19' · A. Khalil 27', 41' |

UAE thắng với tổng tỷ số 10–1.
| Singapore | 0–1      | Yemen         |
| --------- | -------- | ------------- |
|           | Chi tiết | Al Anbari 14' |

Yemen thắng với tổng tỷ số 3–0.

## Cầu thủ ghi bàn
Đã có 53 bàn thắng ghi được trong 22 trận đấu, trung bình 2.41 bàn thắng mỗi trận đấu.
4 bàn thắng
- Ahmad Khalil

3 bàn thắng
- Rashed Essa

2 bàn thắng
- James Ha
- Lam Hok Hei
- To Hon To
- Yousef Al Sulaiman
- Eid Mohammed Al-Farsi
- Hussain Al-Hadhri
- Mohammed Al Anbari

1 bàn thắng
- Yuen Tsun Nam
- Bonai
- Jeje Lalpekhlua
- Malsawmfela
- Sathyan Sabeeth
- Bakhtiar Rahmani
- Khalil Bani Attiah
- Mahmoud Za'tara
- Yusuf Al-Rawashdeh
- Fahad Al Ansari
- Hamad Ali
- Nasser Al-Shaqqath
- Mohd Irfan Fazail
- Wan Zaharulnizam Zakaria
- Kyaw Ko Ko
- Mai Aih Naing
- Fahad Al-Jalabubi
- Fahad Al-Jaljobi
- Mansoor Ghamil Salim Al-Naaimi
- Abdelhamid Abu Habib
- Mohamed Mahdhoom Mohamed
- Patchya Narat
- Davronjon Tukhtasunov
- Samad Shohzukhurov
- Aleksandr Boliyan
- Arslanmyrat Amanow
- Ruslan Mingazov
- Wahyt Orazsähedow
- Ahmed Ali
- Ali Mabkhout
- Hamdan Al-Kamali
- Ayman Al-Hagri